# Wolf Kati

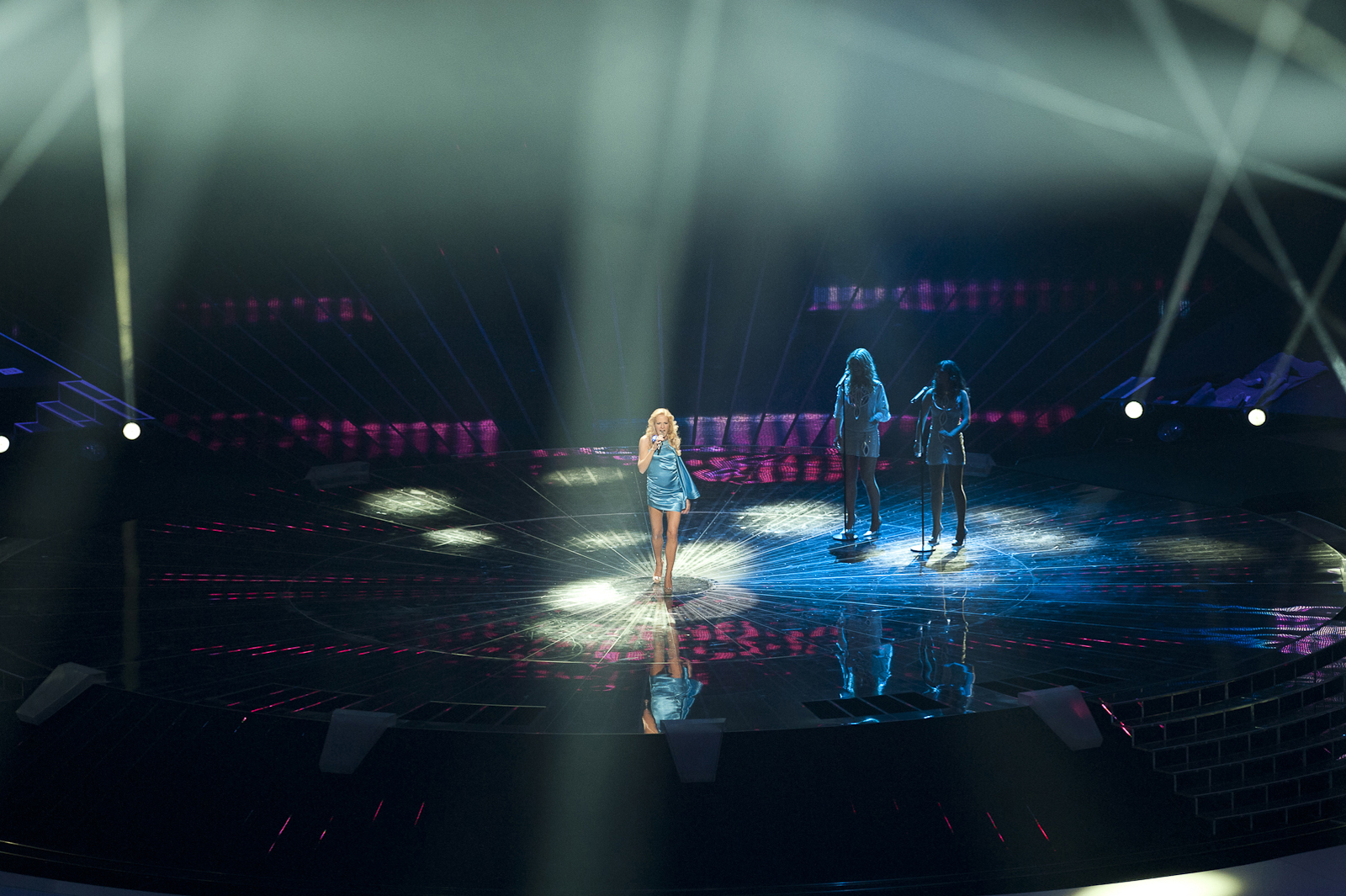
Wolf Kati a 2011-es Eurovíziós Dalfesztivál színpadán, Düsseldorfban

Wolf Kati (teljes nevén Wolf Katalin; Szentendre, 1974. szeptember 24. –) magyar énekesnő. 2011-ben az év női előadója, 2012-ben és 2022-ben A Dal zsűritagja. Sok slágerdal köthető nevéhez mint például a Szerelem, miért múlsz?, a Vár a holnap vagy a Hívjuk elő!. Bár gyakorlott előadó, egy nagylemezzel a háta mögött (Wolf-áramlat, 2009), valójában a magyarországi X-Faktor tehetségkutató műsorban tűnt fel 2010-ben. Ő képviselte Magyarországot a 2011-es Eurovíziós Dalfesztiválon, Düsseldorfban, a What About My Dreams? című dallal.

## Családja
Két bátyja van; ő maga ikerszülésben született, de a testvére egy napos korában meghalt. Édesapja Wolf Péter Erkel Ferenc-díjas zeneszerző, aki olyan előadóknak írt dalokat, mint például a Kossuth-díjas Kovács Kati, illetve karmesterként kétszer szerepelt az Eurovíziós Dalversenyen. Volt férje Erdődi Ákos Csaba, akitől két lánya született, Janka és Luca. A diplomataként dolgozó családfőt munkája 2013 őszén Hongkongba rendelte, így az énekesnő is közel egy évre a távol-keleti metropoliszba költözött a családjával, s csak a következő év júliusában tértek haza. A pár 20 év házasság után, 2019-ben különvált egymástól.

## Pályája
Wolf Kati a gyermekkorát Szentendrén töltötte. 1981-ben vált ismertté, amikor elénekelte a Vuk című rajzfilm főcímdalát, az eredeti, Maros Gábor által előadott szerzemény nyomán. A főiskolát szolfézs-karvezetés tanár szakon végezte. Gimnazista éveiben tagja volt a Stúdió Dél együttesnek, akikkel blues dalokat adtak elő. A zenekar későbbi feloszlása után ismét egy zenész társulat tagjává vált. Ez a zenekar a Sunny Dance Band volt, melynek egyik énekese lett. Az itt eltöltött évek sok tapasztalatot és kellemes élményeket hoztak számára, talán ennek is köszönhető, hogy egyéni karrierje ellenére a mai napig fellép az együttessel. Életében a következő zenész társaság akikhez csatlakozott a New Chocolate nevű funky zenekar volt. A New Chocolate-ot az Avocaldo követte, melyben főként populáris latin zenét játszottak, és az énekesnő elmondása szerint salsa órákra is jártak. 2001-ben a Queen emlékzenekarában is énekelt, majd nem sokkal később barátaival megalapította az Enjoyt és pop slágerekkel szórakoztatták a közönséget. Az utolsó zenész társulat amelyben eddig az énekesnőt lehetett látni, Nagy János jazz zenekara volt.
2006-ban a Szombat esti láz című műsor első évadjának egyik vokalistája volt. Az énekesnő legelső lemeze Wolf - áramlat címmel 2009-ben jelent meg, melyben a dalokat illetve bizonyos szöveget is édesapja, Wolf Péter írt. Az albumban fellelhetők olyan szövegek, melyeket szakmájukban jelentős szövegírók írtak, például Gerendás Péter, Szabó Ági és Pásztor Noémi Virág. A korongon található ,,Tündérmesénk’’ című duett dalt Charlieval énekelte el.
2010-ben elindult az X-Faktor című tehetségkutató műsorban. Az X-Faktor hetedik élő show-jában Keresztes Ildikó és Geszti Péter Wolf Katit, míg Nagy Feró és Malek Miklós Takács Nikolast küldte volna haza. Mivel patthelyzet alakult ki a zsűriben, a nézői szavazatok alapján döntöttek a továbbjutókról, így az élő műsorban Wolf Katinak búcsúznia kellett a versenytől. Geszti Péter - akinek köszönhetően döntetlen helyzet alakult ki - ígéretet tett az énekesnőnek, hogy kárpótlásul írni fog neki egy dalt.
A versenyt nem, az országos hírnevet viszont megnyerte magának. Geszti Péter - ígéretének eleget téve - Kati kiesése után írt egy dalt neki, melynek zenéjét a Rácz Gergő–Rakonczai Viktor páros szerezte. A Szerelem, miért múlsz? hamar népszerű lett a hazai könnyűzenei körökben. A dal a hazai rádiók egyik legtöbbet játszott Wolf Kati száma lett.
A dal sikerén felbuzdulva, egy hónappal megjelenése után az MTVA bejelentette, hogy Wolf Kati slágerét indítják a 2011-es Eurovíziós Dalfesztiválon. A mű angol–magyar verziójával neveztek a versenyre, mely What About My Dreams? címet viselte. A pörgős slágert a külföldiek is gyorsan megszerették, a dalt a dalverseny egyik legesélyesebb indulójának tartották. Az Eurovíziós Dalfesztivál első elődöntőjében a dal továbbjutott a döntőbe. Ekkor indult be a dal "karrierje", mely máig egyike a külföldön is ismert és kedvelt magyar számoknak. Mindezen sikerek ellenére a dalfesztiválon induló 43 dal közül a 25 fős döntőben a 22. helyet érte el, 53 ponttal.
A dalfesztivál után többen ismerték meg Wolf Kati nevét, és 2011 őszére megjelent a Vár a holnap című száma, melyhez szintén készült angol verzió. 2011-ben megjelent a Vár a holnap című nagylemeze melyen 16 szám található. 2011-ben ő énekelte el az M1 DTK-show-jának a karácsonyi dalát Pély Barna, Szekeres Adrien és Roy társaságában. A dal 2011 egyik legnépszerűbb karácsonyi dala lett.
2012-ben az Eurovíziós Dalfesztivál magyarországi előválogatójának, A Dalnak lett az egyik zsűritagja Rákay Philip, Csiszár Jenő és Rakonczai Viktor mellett. Ugyanebben évben forgatott videóklipet az Az aki voltam című dalához, melyhez szintén készült angol verzió. Nem sokkal később jelent meg Lángolj! című száma. 2013-ban az énekesnő ismét egy dallal állt elő, a Hívjuk elő! című számmal, melynek szövegét szintén Geszti Péter írta.
Nem sokkal később Oroszlán Szonjával és Radics Gigivel a Pirosban a nőkért kampány arca lett, és közösen énekelték el a Szív dala című Rakonczai–Rácz-szerzeményt. Decemberben ismét megjelent egy új dala, a Mesén túl, melyhez 2014 februárjában Porcelain címmel az angol változat is megjelent.
2014 novemberében mutatta be Ne engedj el ! című szerzeményét, melynek angol változatával jelentkezett az Eurovíziós Dalfesztivál magyar válogatójára, A Dalba, ahol az élő adásba jutva bekerült a legjobb 30 dal közé. Az elődöntőből második helyen jutott tovább. Két héttel később a középdöntőben is nagy sikereket ért el; összesen 44 pontot sikerült szereznie, és ezzel első helyen bejutott a verseny döntőjébe. Az utolsó fordulóban végül a nézők és a zsűri szavazatai alapján nem ő lett az, aki hazánkat képviselte a 2015-ös Eurovíziós Dalfesztiválon.
Szintén ebben az évben a TV2 Sztárban sztár című műsorában is részt vett. A versenyben az ötödik helyen végzett.
2018-ban a TV2 A nagy duett című műsorának hatodik évadában vett részt, ahol a kétszeres olimpiai bajnok Fodor Rajmund volt a partnere és a hetedik helyezést érték el.
2019-ben a MAHASZ összesítése alapján a Szerelem, miért múlsz? című dala az évtized dala lett.

## Díjak, elismerések
- A dortmundi rádió Eurovíziós különdíja (2011)
- Gundel művészeti díj (2011)
- VIVA Comet – Legjobb női előadó (2011)
- Szenes Iván Művészeti Díj (2011)
- Transilvanian Music Awards – Az év legjobb magyar disco slágere (Szerelem, miért múlsz) (2012)

## Diszkográfia

### Kislemezek
| Kislemez                                       | Év   | Zeneszerző(k) és dalszövegíró(k)                                            | Album                                                                            |
| ---------------------------------------------- | ---- | --------------------------------------------------------------------------- | -------------------------------------------------------------------------------- |
| Vuk dala                                       | 1981 | Wolf Péter, Szenes Iván                                                     | (Pepita SPS 70528, 1981. B oldal: Ullmann Mónika: Moncsicsi)                     |
| Szerelem, miért múlsz? (What About My Dreams?) | 2011 | Rakonczai Viktor, Rácz Gergő, Geszti Péter, Johnny K. Palmer                | Vár a holnap                                                                     |
| Vár a Holnap (Life Goes On)                    | 2011 | Rakonczai V., Rácz G., Szente Vajk, Mózsik Imre                             | Vár a holnap                                                                     |
| Az, aki voltam (The Last Time)                 | 2012 | Sztevanovity Krisztián, Sztevanovity Dusán                                  |                                                                                  |
| Lángolj                                        | 2012 |                                                                             | Vár a holnap                                                                     |
| Hívjuk Elő!                                    | 2013 | Szűcs Norbert, Wolf Kati, Geszti P.                                         |                                                                                  |
| A mesén túl                                    | 2013 | Symbien, Nati Krisztián                                                     |                                                                                  |
| Nyár van                                       | 2014 | Wolf Kati                                                                   |                                                                                  |
| Ne engedj el! (The Less I Care)                | 2015 | Major E., Linnea Deb, Martin Ankelius, Sebastian Zelle, Krajczár P.         |                                                                                  |
| Végül                                          | 2015 | Wolf Péter, Sztevanovity Dusán                                              |                                                                                  |
| Utazás                                         | 2015 | Rakonczai Viktor, Orbán Tamás                                               |                                                                                  |
| Szabadnak lenni                                | 2016 | Sztevanovity Krisztián, Sztevanovity Dusán                                  |                                                                                  |
| Így is jó vagy                                 | 2016 | Erdélyi Péter, Kálmán Tamás, Geszti Péter                                   |                                                                                  |
| Asziszem                                       | 2016 | Palya Bea, Kemény Zsófi                                                     |                                                                                  |
| Válasz                                         | 2017 | Sztevanovity Dusán, Sztevanovity Krisztián, Henderson Dávid                 |                                                                                  |
| Itt vagy                                       | 2018 | Szűcs Norbert, Kemény Zsófi                                                 |                                                                                  |
| Ha egy jelre vársz (Underwater)                | 2018 | Sztevanovity Krisztián, Kemény Zsófi                                        |                                                                                  |
| Próbáld még!                                   | 2019 | Krajczár Péter, Wolf Kati, Major Eszter                                     |                                                                                  |
| Egynyári                                       | 2020 | Major Eszter, Patocska Olivér                                               |                                                                                  |
| Boldogság utca 100.                            | 2020 | Major Eszter, Balla Claudia                                                 |                                                                                  |
| Te csak így vagy jó                            | 2021 | Krajczár Péter, Ujvári Zoltán Szilveszter, Nyújtó Sándor, Horváth Boldizsár | Közös dal a New Level Empire zenekarral és Horváth Boldival                      |
| Játszókert                                     | 2021 | Molnár Gábor, Kotsy Krisztina                                               | Közös dal Tandi Florával                                                         |
| Gyere kislány, gyere                           | 2021 | Nagy Feró, Csuka Mónika                                                     | Közös dal Nagy Feróval és Spigiboy-jal. A Beatrice 1977-es dalának feldolgozása. |
| Táncolj még!                                   | 2021 | Rakonczai Viktor, Orbán Tamás                                               | Közös dal Vastag Csabával.                                                       |
| Állnak az órák                                 | 2022 | Szarka Tamás                                                                | Közös dal Szarka Tamással.                                                       |
| Aki vinne magával                              | 2023 | Madarász Gábor, Wolf Kati                                                   |                                                                                  |

### Szólólemezek
| Év   | Album                                                            | Legmagasabb helyezés                   | Minősítés |
| Év   | Album                                                            | MAHASZ Top 40 album- és válogatáslemez | Minősítés |
| ---- | ---------------------------------------------------------------- | -------------------------------------- | --------- |
| 2009 | Wolf-áramlat - Megjelenés: 2009.                                 | –                                      |           |
| 2011 | Az első X – 10 dal az élő showból - Megjelenés: 2011. január 19. | 6                                      |           |
| 2011 | Vár a holnap - Megjelenés: 2011. november 14.                    | 10                                     |           |
| 2016 | Live - 3. stúdióalbum - Megjelenés: 2016.                        |                                        |           |

#### Slágerlistás dalok
| Év                  | Dal                                            | Legmagasabb helyezés | Legmagasabb helyezés | Legmagasabb helyezés   | Legmagasabb helyezés | Legmagasabb helyezés | Legmagasabb helyezés         | Legmagasabb helyezés | Album |
| Év                  | Dal                                            | VIVA Chart           | Class 40             | MAHASZ Editors' Choice | MAHASZ Rádiós Top 40 | MAHASZ Dance Top 40  | MAHASZ Single (track) Top 10 | EURO 200             | Album |
| ------------------- | ---------------------------------------------- | -------------------- | -------------------- | ---------------------- | -------------------- | -------------------- | ---------------------------- | -------------------- | ----- |
| 2011                | What About My Dreams?                          | 1                    | 1                    | 1                      | 1                    |                      | 6                            | 191                  |       |
| 2011                | Vár a Holnap                                   | 10                   | 5                    | 33                     |                      |                      | 9                            |                      |       |
| 2012                | Az, aki voltam (The Last Time)                 | 12                   |                      |                        | 29                   |                      |                              |                      |       |
| 2012                | Lángolj                                        |                      | 6                    | 39                     | 15                   |                      |                              |                      |       |
| 2013                | Hívjuk Elő!                                    |                      | 7                    | 31                     | 28                   |                      |                              |                      |       |
| 2013                | A szív dala (km. Radics Gigi, Oroszlán Szonja) |                      |                      | 17                     | 14                   |                      | 10                           |                      |       |
| 2015                | Utazás                                         |                      |                      | 38                     | 7                    |                      |                              |                      |       |
| 2016                | Szabadnak lenni                                |                      | 9                    |                        | 7                    |                      |                              |                      |       |
| 2016                | Így is jó vagy (km. Geszti Péter)              |                      |                      | 38                     | 10                   |                      |                              |                      |       |
| 2016                | Egy szabad országért                           |                      |                      |                        | 27                   |                      |                              |                      |       |
| 2017                | Válasz                                         |                      |                      |                        | 26                   |                      |                              |                      |       |
| 2019                | Próbáld még!                                   |                      |                      |                        | 30                   |                      |                              |                      |       |
|                     |                                                | Összesítés           |                      |                        |                      |                      |                              |                      |       |
| 1. helyezett számok | 1. helyezett számok                            | 1                    | 1                    | 1                      | 1                    |                      |                              |                      |       |
| Top 10-be bekerült  | Top 10-be bekerült                             | 2                    | 5                    | 2                      | 4                    |                      | 3                            |                      |       |
| Top 40-be bekerült  | Top 40-be bekerült                             | 3                    | 5                    | 6                      | 11                   |                      | 3                            |                      |       |

## Filmek
- Véletlenül írtam egy könyvet (2025)